# 译文序跋集
《译文序跋集》是鲁迅为各种翻译文学书所写的序跋，包括：
- 《工人绥惠略夫》
- 《爱罗先珂童话集》
- 《桃色的云》
- 《苦闷的象征》 [1]
- 《小约翰》 [2]
- 《艺术论》
- 《俄罗斯的童话》 [3]
- 《死魂灵》
- 《罗曼罗兰的真勇主义》
- 《海纳与革命》译者附记
- 《农夫》译者附记
- 《恶魔》译者附记
- 《恋歌》译者附记
- 《跳蚤》译者附记

《鲁迅全集》第10卷《译文序跋集》人民文学出版社 
1. ↑  .   [2024-11-09].
2. ↑  .   [2024-11-09]. （原始内容存档于2024-11-09）.
3. ↑  .   [2024-11-09]. （原始内容存档于2024-11-09）.